# Psamofyty

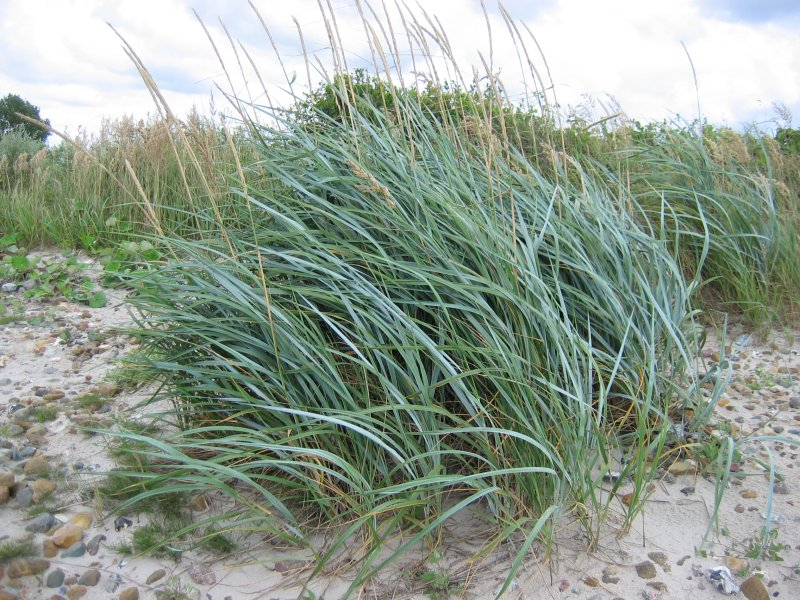
Ječmenice písečná (Leymus arenarius)

Psamofyty neboli psamofilní druhy (pískomilné) jsou rostliny rostoucí na písčitých půdách a píscích. Tato stanoviště jsou charakteristická prudkými výkyvy vodního režimu, proto musí být tyto rostliny dobře přizpůsobeny suchu, často bývají zároveň xerofyty. Jiné rostliny to řeší svou efemérností, to znamená, že se jedná o jednoleté druhy, které rychle odplodí, dříve, než zaniknou kvůli suchu. Na píscích také probíhá různá eroze, především větrná, proto musí tyto rostliny úspěšně bojovat i se zavátím či odvátím. Psamofyty se vyznačují mohutným kořenovým systémem jdoucím jak do hloubky, tak do šířky. Většinou tento kořenový systém svojí délkou převýší výšku nadzemní části rostliny o několik metrů. Důležité je u těchto rostlin pro příjem vody dobře vyvinuté kořenové vlášení.

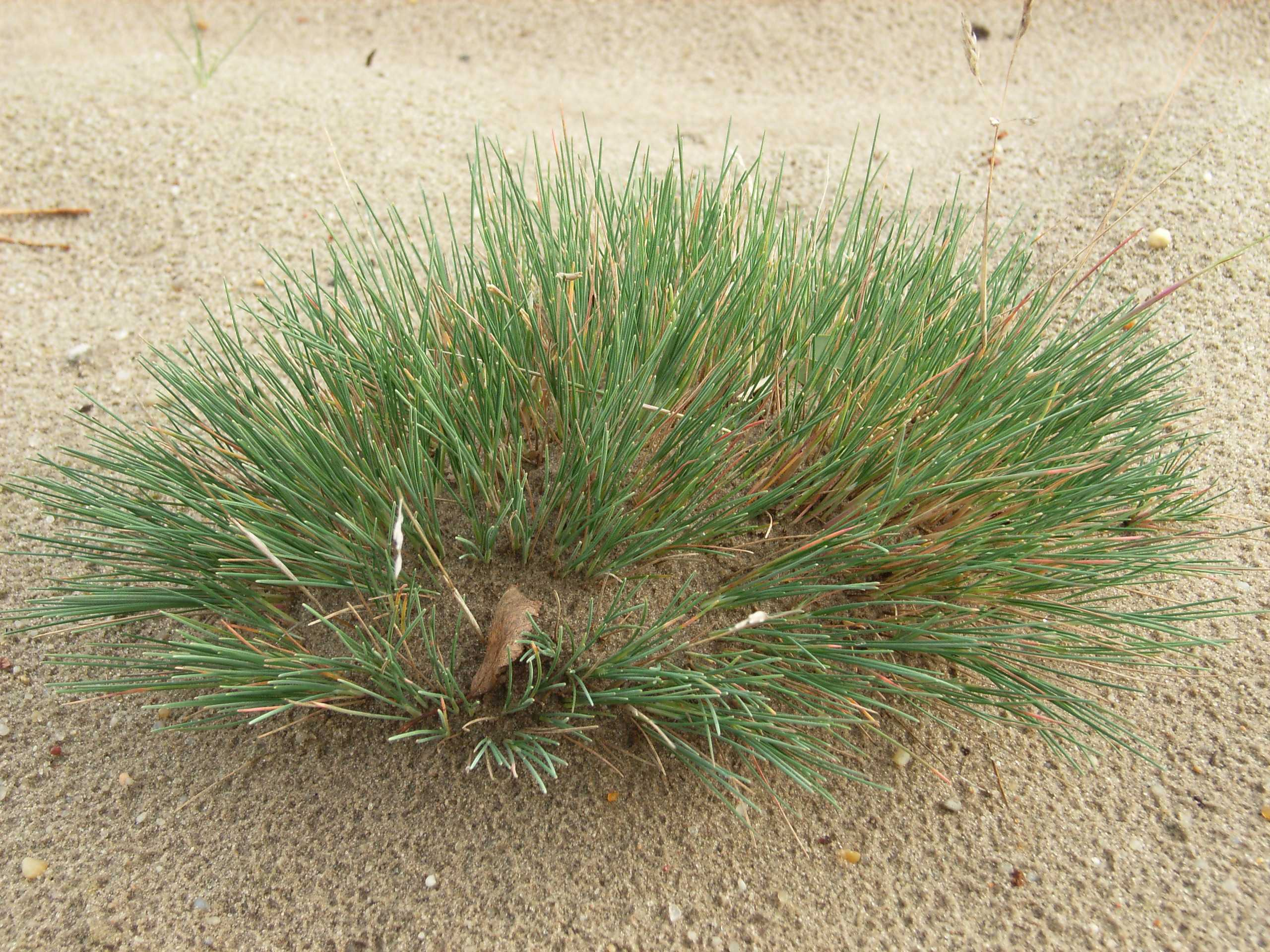
Paličkovec šedavý (Corynephorus canescens)

## Příklady
Příkladem jsou některé přímořské trávy, např. ječmenice písečná (Leymus arenarius) či kamýš písečný (Ammophila arenaria). Četné psamofyty najdeme i na píscích vnitrozemí včetně ČR, např. paličkovec šedavý (Corynephorus canescens), kavyl písečný (Stipa borysthenica), smil písečný (Helichrysum arenarium), mateřídouška úzkolistá (Thymus serpyllum) a podobné.

## Společenstva
Na píscích se vyskytují četná společenstva rostlin. V ČR jsou příkladem i některé lesy, např. písčité bory (ze svazu Dicrano-Pinion) či písčité borové doubravy (asociace Vaccinio-Quercetum). Na primárním i sekundárním bezlesí to je pak jednoletá vegetace písčin (svaz Thero-Airion), otevřené trávníky písčin s paličkovcem šedavým (svaz Corynephorion canescentis), kostřavové trávníky písčin (svaz Plantagini-Festucion ovinae), na jižní Moravě i panonské stepní trávníky na písku (asociace Diantho serotini-Festucetum vaginatae). Mimo ČR to jsou dále různá společenstva přímořských písků, pouští aj.